# جولیا میچالسکا
جولیا میچالسکا (انگلیسی: Julia Michalska؛ زادهٔ ۲۱ ژوئیهٔ ۱۹۸۵) قایقران روئینگ اهل لهستان است.